# Емма Робінсон (веслувальниця)
Емма Робінсон (англ. Emma Robinson, 26 листопада 1971) — канадська академічна веслувальниця.
Срібна призерка Олімпійських Ігор 1996 року в складі вісімки, бронзова призерка 2000 року в складі вісімки.
Переможниця Панамериканських ігор 1999 року в складі розпашної двійки без стернової.
Чемпіонка світу 1997, 1998, 1999 років у складі розпашної двійки без стернової, срібна призерка 1997 року в складі вісімки, бронзова призерка 1993 (розпашні четвірки без стернової), 1998, 1999 років у складі вісімки.